# أوقستي بوولنجر
أوقستي بوولنجر (بالفرنسية: Auguste Boulanger)‏ (و. 1866 – 1923 م) هو رياضياتي، ومهندس فرنسي، ولد في ليل، توفي عن عمر يناهز 57 عاماً.

## التعليم
تعلم في المدرسة المتعددة التكنولوجية
.

## جوائز
حصل على جوائز منها:

Poncelet Prize ‏ (1923)